# Thes laeviventris
Thes laeviventris is een keversoort uit de familie schimmelkevers (Latridiidae). De wetenschappelijke naam van de soort werd in 1899 gepubliceerd door Henry Clinton Fall.